# Saltator grossus
El pepitero pizarroso (Saltator grossus) es una especie de ave paseriforme de la familia Thraupidae perteneciente al  numeroso género Saltator, anteriormente colocada en la familia Cardinalidae. Es nativo de América Central y del oeste y norte de Sudamérica.

## Nombres comunes
Se le denomina también picogrueso o piquigrueso piquirrojo (en Costa Rica, Nicaragua, Ecuador y Panamá), picogordo o piquigordo pizarra (en Colombia), piquigrueso gris (en Honduras), picogordo gargantiblanco o picogordo de garganta blanca (en Venezuela), o picogrueso de pico rojo (en Perú).

## Distribución
Se distribuye en dos grandes áreas disjuntas; una desde el este de Honduras, por la pendiente caribeña de Nicaragua, Costa Rica y Panamá, y por la pendiente del Pacífico de Panamá, hacia el sur, a occidente de los Andes por el norte y oeste de Colombia, hasta el suroeste de Ecuador; la otra, por toda la cuenca amazónica y el escudo guayanés desde el sur y este de Colombia hacia el este por Venezuela, Guyana, Surinam, Guayana Francesa y Amazonia brasileña, hacia el sur por el este de Ecuador, este de Perú, hasta el oeste de Bolivia.
Esta especie, ampliamente diseminada, es considerada bastante común en sus hábitats naturales: el sub-dosel y el estrato medio de selvas húmedas, principalmente por debajo de los 1200 m de altitud.

## Sistemática

### Descripción original
La especie S. grossus fue descrita por primera vez por el naturalista sueco Carlos Linneo en 1766 bajo el nombre científico Loxia grossa; su localidad tipo es: «Cayena, Guayana Francesa».

### Etimología
El nombre genérico masculino «Saltator» proviene del latín «saltator, saltatoris» que significa ‘bailarín’; y el nombre de la especie «grossus» en latín significa ‘grueso’.

### Taxonomía
El género Saltator era tradicionalmente colocado en la familia Cardinalidae, pero las evidencias genéticas demostraron que pertenece a Thraupidae, de acuerdo con Klicka et al (2007). Las evidencias genéticas muestran que la presente especie es hermana de Saltator fuliginosus (ambas estuvieron colocadas en el pasado en un género propio Pitylus) y que el par formado por ambas es próximo de un clado integrado por S. cinctus y el par S. aurantiirostris y S. maxillosus.

### Subespecies
Según las clasificaciones del Congreso Ornitológico Internacional (IOC) y Clements Checklist/eBird v.2019 se reconocen dos subespecies, con su correspondiente distribución geográfica:
- Saltator grossus saturatus (Todd), 1922 – desde Honduras al oeste de Ecuador.
- Saltator grossus grossus (Linnaeus), 1766 – este de Colombia hasta Venezuela, las Guayanas, Amazonia brasileña hasta el norte de Bolivia.